# .NET Foundation
.NET Foundation (ドットネット・ファウンデーション、.NET財団) は、マイクロソフトによって設立された.NETエコシステムについてオープンソース開発と協力の促進を行う非営利団体である。マイクロソフトが開催したBuild 2014で発表された。OSIで定義されているように特定のライセンス依存することはなく、任意のオープンソースライセンスを選択することができる。.NET Foundationでは管理するオープンソースプロジェクトをホストするのにGitHubを利用している。
.NET FoundationはMicrosoft Open Technologies, Inc. (MS Open Tech) によって.NETコンパイラプラットフォーム (Roslyn) やASP.NETオープンソースプロジェクトなどの24のプロジェクトから始まった。Xamarinはオープンソースの電子メールライブラリであるMimeKitとMailKitを含む6つのプロジェクトに貢献した。2018年7月現在、.NET Core・Entity Framework・Managed Extensibility Framework・Umbraco・MSBuild・NuGet・Orchard CMS・WorldWide Telescopeなど556のプロジェクトを管理している。